# Slaget ved Tanga
Slaget ved Tanga også kendt som bi-slaget, fra 3. november 1914 til 5. november 1914, var det første slag som fandt sted under 1. verdenskrig mellem britiske og tyske styrker på det afrikanske kontinent.
Slaget fandt sted i det tidligere Tysk Østafrika, i dag Tanzania, ved havnebyen Tanga.
De respektive styrker blev ledet af den engelske generalmajor Arthur Aiken og den tyske oberst Paul Emil von Lettow-Vorbeck.
De engelske styrker bestod af 8.000 mand som primært bestod af dårligt trænede tropper fra Indien, der fik support fra kryseren HMS Fox, hvis ildkraft Aiken dog ikke gjorde brug af, medens de tyske tropper bestod af 155 tyske befaligsmænd og 1.100 askari-soldater.

## Slagets gang
Dag 1:
- Aiken landsætter sine styrket ca. fem kilometer syd for Tanga i et meget tætbevokset og sumpet område. (Aiken angreb ikke Tanga direkte, han mente havnen var mineret). Efter landsætning undlod Aiken at undersøge området.

Dag 2:
- Aiken giver ordre til at marchere mod Tanga uden at sende patruljer frem for at sikre fremmarchen.
- Aikens tropper falder i baghold og fremmarchen standses. I løbet af eftermiddagen udviklede kampene sig til engagement mand mod mand, hvilket var ugunstigt for Aikens tropper, som oplevede et jungleområde af denne art før første gang.
- Aikens tropper bliver angrebet af en flok arrige bier, heraf navnet bi-slaget. Det formodes at de indiske soldaters kropslugt var årsagen til at de blev angrebet medens askarierne slap fri.
- von Lettow-Vorbeck indleder modangreb og trænger englænderne tilbage til landingsstedet.

Dag 3.
- Aiken forsøger modangreb men hans tropper bliver trængt tilbage til deres både, hvorefter de forlader området efterladende rifler, maskingeværer og 600.000 stk. ammunition.

Slaget var tabt for englænderne.

## Tab
Englænderne havde 487 sårede og 360 dræbte medens tyskerne havde 81 sårede og 61 dræbte.

## Menneskelig konsekvens
Aiken bliver degraderet til oberst medens von Lettow-Vorbeck bliver forfremmet til generalmajor.

## Ekstern henvisning
- Slaget ved Tanga (engelsk) Arkiveret 22. februar 2005 hos  Wayback Machine